# Connie Hedegaard

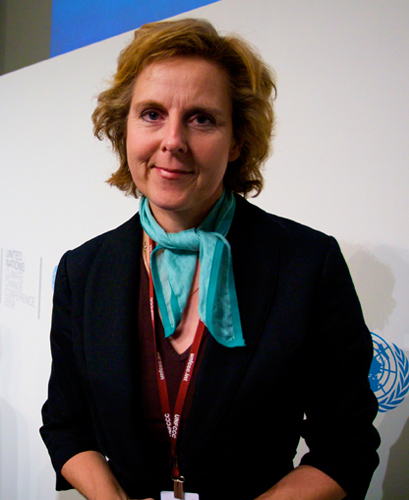
Connie Hedegaard, 2009

Connie Hedegaard (* 15. September 1960 in Kopenhagen) ist eine dänische Journalistin und Politikerin der Konservativen Volkspartei. Von 2010 bis 2014 war sie EU-Kommissarin für Klimaschutz in der Kommission Barroso II.

## Leben
Hedegaard studierte Literaturwissenschaft und Geschichte. Sie war Mitglied des dänischen Parlaments von 1984 bis 1990 und erneut von 2005 bis 2010. Zwischenzeitlich arbeitete sie als Journalistin bei der Zeitung Berlingske. 2004 wurde sie überraschend zur Umweltministerin im Kabinett von Anders Fogh Rasmussen ernannt und behielt dieses Amt bis 2007. Dann wechselte sie ins Klima- und Energieressort, bis sie am 24. November 2009 zur Sonderministerin für die UN-Klimakonferenz in Kopenhagen ernannt wurde. Sie leitete die erste Sitzungsphase, bevor Regierungschef Lars Løkke Rasmussen den Abschlussverhandlungen vorsaß.
Bereits kurz vor der Konferenz war Hedegaard als EU-Klimaschutzkommissarin in der Kommission Barroso II nominiert worden. Sie trat das Amt am 10. Februar 2010 an. Der ab November 2014 amtierenden Kommission Juncker gehört sie nicht mehr an.
Seit 1. Januar 2015 ist Connie Hedegaard Vorsitzende der internationalen Umweltstiftung KR Foundation, die vom dänischen Villum-Fond und der Unternehmerfamilie Kann Rasmussen (Velux) begründet wurde.

## Auszeichnungen
- Schwarzkopf-Europa-Preis 2011 der Schwarzkopf-Stiftung Junges Europa[2]